# Варгафтик, Артём Михайлович
Артём Миха́йлович Варга́фтик (род. 2 июля 1971, Москва) — российский виолончелист, музыкальный педагог, критик, радио- и телеведущий, популяризатор академической музыки.

## Биография
Родился 2 июля 1971 года в Москве. Сын химика Михаила Натановича Варгафтика, внук теплофизика Натана Борисовича Варгафтика.
Окончил Академическое музыкальное училище при Московской консерватории и Российскую академию музыки им. Гнесиных по классу виолончели и аспирантуру Московской консерватории по кафедре истории и теории исполнительства (1998). Играл на виолончели в нескольких оркестрах: «Филармония наций» (дирижер Ю. Франц), «Московия» (дирижер Э. Грач), «Молодая Россия» (дирижер М. Горенштейн). С 1997 года — преподаватель истории виолончельного искусства, а также музыкальной журналистики в РАМ им. Гнесиных.
В 1994—2003 годах — музыкальный обозреватель радиостанции «Эхо Москвы», с 2004 года — ведущий программы «Спорная музыка» на радиостанции «Маяк» (с 2014 года — на радио «Культура»). В 2005 году программа «Спорная музыка» была удостоена премии «Радиомания». С 2019 года также сотрудничает с радиостанцией «Радио России». На данном радио и радио «Культура» ведёт программы «Музыкальное путешествие» и «Опера и жизнь», а также «Сильное впечатление» (с Юлией Бедеровой).
С 1996 года — ведущий программ, посвящённых классической музыке, на телевидении: программа «Сад культуры» на Российском телевидении, цикл передач о Рихарде Вагнере на канале «ТВ Центр» под названием «Мерзавец», программы «Партитуры не горят» и «Оркестровая яма» на телеканале «Культура». В рамках проекта «Партитуры не горят» подготовил телепрограмму «П. И. Чайковский. Симфония „Жизнь“» (снята телекомпанией «Вектор-Русь» в 2008 году), в которой рассказывает историю создания Симфонии ми-бемоль мажор, в финале программы Варгафтик заявляет, что вопрос об отождествлении её с Симфонией «Жизнь» не может быть решён никогда. Телепрограмма демонстрировалась на канале «Культура» и была снята в Музее-заповеднике Чайковского в Клину. В программе использована музыка из Третьего фортепианного концерта и Симфонии ми-бемоль мажор в обеих существующих реконструкциях.
Варгафтик — музыкальный обозреватель программ «Положение вещей» и «Тем временем» (телеканал «Культура»). Дважды Лауреат российской телевизионной премии «ТЭФИ» (2003, 2004). В 2003 году лауреатом премии «ТЭФИ» в номинации «Музыкальная программа» стала телепрограмма «Оркестровая яма» канала «Культура», причём первоначально было объявлено о победе «Фабрики звёзд-2» «Первого канала», но затем президент Международной академии телевидения и радио Анатолий Лысенко выпустил заявление, что подсчёт голосов был произведен неверно. В 2004 году программа «Партитуры не горят» вновь получила «ТЭФИ» в номинации «Музыкальная программа».
С 2007 году началось активное сотрудничество Артёма Варгафтика с Московской филармонией. В Камерном зале филармонии был презентован его авторский проект «Популярная музыкальная энциклопедия», он стал автором и ведущий цикла «История одного шедевра», а также ведущим концертов проекта «Мама, я меломан». Кроме того, сотрудничал со Свердловской филармонией (с 2012 года), а также с Московским международным Домом музыки и другими российскими филармониями.
Весной 2023 года вернулся на телеканал «Россия-1», став ведущим 6-го сезона шоу талантов «Удивительные люди», заменив покинувшего ВГТРК годом ранее Александра Гуревича.

## Критика и отзывы
Работа Артёма Варгафтика на «Радио России» в исследовании, посвящённом медиакоммуникации, приводится как пример «журналистики погружения»:
Человек потрясающей эрудиции и великолепный рассказчик, Артём переносит нас в увлекательное путешествие по волшебному миру художественной музыки. Действительно, мы погружаемся в жизнь творческих ассоциаций и фантазий, ведь музыка не что иное, как наша душа. Российский виолончелист, педагог, телеведущий - эти интегрированные профессии мы воспринимаем как нечто целое, когда слушаем и смотрим программы А. Варгафтика.
Там же отмечаются видеоподкасты Артёма Варгафтика, которые «привлекают не только любителей музыки, но и людей других гуманитарных и социальных пристрастий».

## Публикации
- Партитуры тоже не горят. — М.: Классика-XXI, 2006. — 336 стр. — 3000 экз. — ISBN 5-89817-158-4.
- Секреты великих композиторов — М.: Издательство АСТ, 2021. — ISBN 978-5-17-136457-1